# Phyllonorycter blancardella
Espèce
Synonymes
- Lithocolletis blancardella

Phyllonorycter blancardella est une espèce de lépidoptères (papillons) de la famille des Gracillariidae.
Cet insecte, sous sa forme de chenille, la Mineuse marbrée, est un ravageur des pommiers.
La chenille a aussi pour noms vernaculaires Mineuse du pommier, Mineuse tentiforme.

## Description
Phyllonorycter blancardella réalise deux à cinq générations durant la période de pousse (Pottinger et Leroux 1971, Maier 1981 ; Laing et al. 1986 ; Barrett et Brunner 1990 ; Walgenbach et al. 1990 ; Varela et Welter 1992). Ainsi, cette espèce multivoltine se reproduit rapidement et fortement chaque année. La mineuse passe l’hiver sous forme de pupe au sein de la feuille, la sortie de l’adulte se fait tôt au printemps ou rapidement avant le débourrement du pommier début mai.
Les papillons mesurent 3–5 mm de long, avec une envergure de 5–8 mm et sont facilement identifiables par leurs ailes marquées de blanc. L’imago s’accouple juste après l’émergence et la femelle dépose des œufs vert crème de forme elliptique de 0.3 mm de long sur la surface inférieure de la feuille. Les œufs sont difficiles à observer, se fondant avec la couleur de la feuille et se mêlant au multiples trichomes de cette dernière. Les œufs éclosent en 1 à 2 semaines en fonction des températures.
Après éclosion, la larve pénètre directement dans la feuille et commence à former sa mine. Il y a cinq stades larvaires, les trois premiers stades se nourrissent de la sève piégée dans le mésophylle spongieux, ils sont dits mangeurs de sèves. Ceux-ci mesurent de 1–3 mm de long sans pattes, aplatis avec une large tête. Le troisième stade larvaire subit l’hypermétamorphose et développe une apparence typique des lépidoptères et entre ainsi au quatrième stade larvaire. Les quatrième et cinquième stades larvaires sont dits mangeurs de tissus car ils mastiquent le parenchyme palissadique laissant apparaître des fenêtres claires sur la face supérieure de la feuille. La mine est visible des deux côtés de la feuille. Les larves mesurent 4–5 mm de long avec pattes et produisent de la soie qu’elles déposent sur les côtés de la mine.
Lors de l’assèchement de cette soie, la mine prend une forme de tente d’où leur nom de mineuse tentiforme. Chaque larve forme une et une seule mine qui est utilisée jusqu’à l’émergence de l’adulte. Il faut compter 7, 5 et 38 semaines pour le développement complet de la première, deuxième et troisième générations.
Le cinquième stade larvaire se transforme en pupe de 3–4 mm de long. La pupe est tout d’abord jaune puis s’assombrit au marron avec le temps. Pendant la première et deuxième générations, le développement pupal dure 10 jours. Celui de la troisième génération est interrompu par l'hiver où la pupe entre en diapause, ainsi la pupaison dure plusieurs mois. L’adulte émerge à travers la feuille, laissant derrière lui une mine vide.

## Dégâts occasionnés
En situation de forte densité, la perte de tissu foliaire due aux mineuses peut réduire significativement la photosynthèse par diminution du contenu chlorophyllien de la feuille (Proctor et al., 1982) et ainsi induire, une chute prématurée des feuilles. En effet, quand le contenu en chlorophylle est réduit, la production d’éthylène faite par la feuille augmente fortement (Kappel et al., 1987) participant au phénomène de sénescence.
Bodnar et al., (1983) montrent également que la mineuse du pommier réduit la concentration en calcium et magnésium au sein des feuilles. Ces effets physiologiques induits par l’activité alimentaire des mineuses ont pour conséquence :
- une perte prématurée des feuilles (Kremer, 1963 ; Pottinger et Leroux, 1971 ; Dutcher et Howitt, 1978 ; Pree et al., 1980),
- des fruits de petite taille (Kremer, 1963 ; Pottinger et Leroux, 1971 ; Dutcher et Howitt, 1978 ; Pree et al., 1980),
- une croissance terminale réduite (Kremer, 1963 ; Pottinger et Leroux, 1971 ; Dutcher et Howitt, 1978 ; Pree et al., 1978),
- un vieillissement et une chute prématurée des fruits (Pottinger et Leroux, 1971 ; Reissig et al., 1982 ; Kremer, 1963 ; Dutcher et Howitt, 1978) et la fructification de l’année suivante réduite (Pottinger et Leroux, 1971 ; Reissig et al., 1982 ; Kremer, 1963 ; Dutcher et Howitt, 1978).

Les effets de la mineuse tentiforme diffèrent suivant le cultivar mais également avec la saison (Reissing et al., 1982), toutefois les récoltes sont invariablement réduites quand la densité de mines est élevée.